# Famille de Champlitte-Pontailler
La famille de Champlitte-Pontailler est une vieille dynastie seigneuriale originaire de l'ancien comté de Champagne. Elle possède du XIIIe siècle au XVIIe siècle, un vaste domaine à cheval sur ce que sont alors le duché et le comté de Bourgogne. Ses membres ont occupé de hautes fonctions civiles, religieuses, ou militaires auprès des ducs de Bourgogne, et des empereurs germaniques.

## Origines de la famille
La famille de Champlitte-Pontailler, est une branche bâtarde  de la maison des comtes de Champagne. En effet, le comte Hugues Ier de Champagne, remarié en 1110 avec Isabelle (ou Elisabeth) de Bourgogne, fille du comte Étienne Ier Tête Hardie, a de sérieux doutes sur la légitimité du fils Eudes qu'il a eu vers 1122, et décide de l'exhéréder, de renvoyer son épouse et de choisir comme héritier son neveu Thibaut.
Son fils putatif Eudes dit le Champenois (né aux alentours de 1120-1187) privé de l'héritage de la Champagne qu'il revendiquera toute sa vie, reçut de sa famille maternelle les seigneuries de Pontailler, Champlitte, Port-sur-Saône, Champvans (Champvans ?), Loye, Quingey, L'Isle-sur-le-Doubs. Eudes épouse vers 1137 Sibylle de la Ferté (décédée en 1177), de laquelle il a cinq enfants, dont Guillaume, prince d'Achaïe, vicomte de Dijon, sire de Champlitte, de Pontailler-sur-Saône, de Talmay et de Lamarche-sur-Saône, qui fonde la dynastie de Champlitte-Pontailler.

## Armes de la famille

Blason des Pontailler
Blason de Guillaume Ier et Eudes II de Champlitte (quatrième croisade)[5],[6],
Blason de Guy II de Pontailler[réf. nécessaire]
Armes des Pontailler dits Champlitte-Pontailler[1],[8].

## Alliances de la famille
La dynastie de Champlitte-Pontailler est alliée à de puissantes familles de Blois-Champagne, de Bourgogne et de Franche-Comté, dont celles d'Anglure, de Mailly, de Saulx-Tavannes, de Vergy, de Cusance etc.

## Pour approfondir

#### Armorial et répertoire
- Armorial des familles de France
- Liste de maisons (généalogie)

#### Lieux
- Bressey-sur-Tille
- Champlitte
- Flagy
- La Motte-Ternant
- Magny-sur-Tille
- Pontailler-sur-Saône
- Talmay
- Vonges

#### Membres
- Guillaume Ier de Champlitte-Pontailler (1159-1209)
- Guy II de Champlitte-Pontailler (1335-1392)
- Guy III de Champlitte-Pontailler (1382-1439)
- Guillaume de Champlitte-Pontailler (1439-1471)

#### Résidences
- Château de Bressey-sur-Tille
- Château de Champlitte
- Château de Talmay